# Алексий Стратегопул
Алексий Стратегопул (на гръцки: Αλέξιος Στρατηγόπουλος) е византийски пълководец по време на управлението на император Михаил VIII Палеолог, произведен до ранг на кесар. Той е прочут с ръководенето на никейските войски при освобождаването на Константинопол от латините на 25 юли 1261 година.